# Comemoração de gol

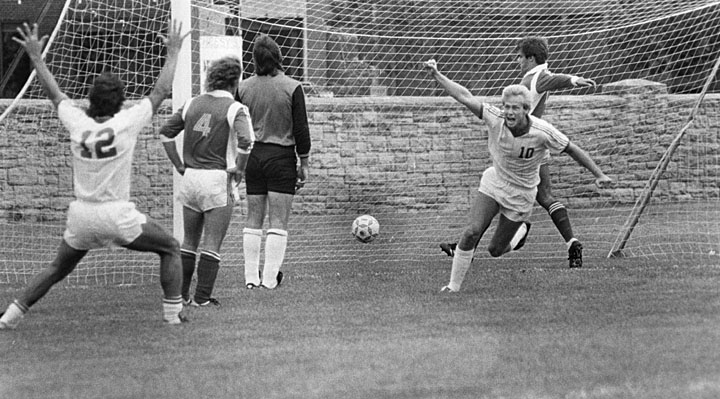
Um jogador comemora seu gol sem outros ao seu lado.

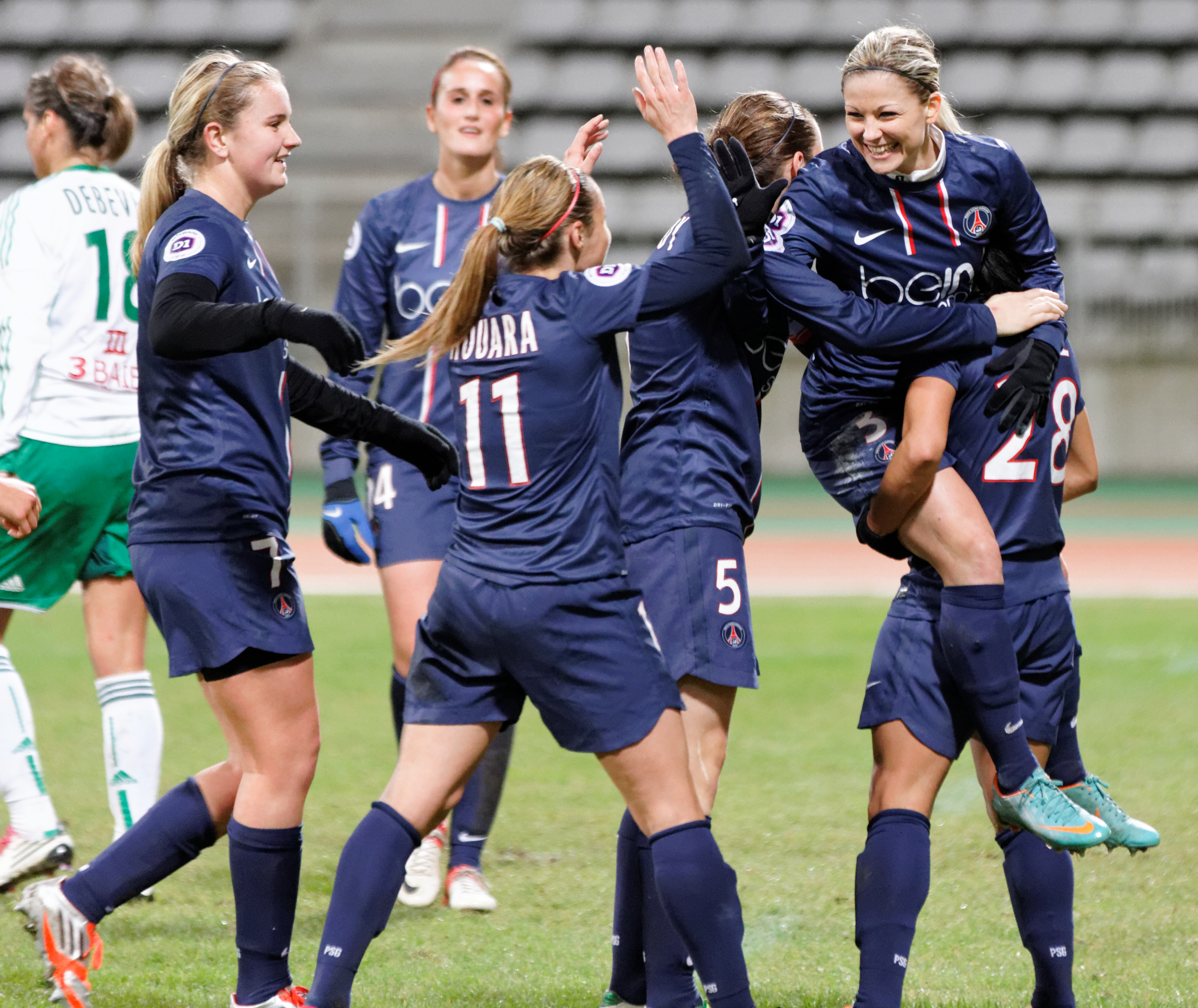
Um exemplo de comemoração de gol em grupo foi entre PSG e Saint-Étienne, no Campeonato Francês de futebol feminino em 2012.

No futebol, é bastante comum que o autor de um gol comemore o feito, variando o estilo (sozinho ou com os demais jogadores de seu time). O técnico do time, integrantes da comissão técnica e a torcida também podem festejar a marcação do tento.

## Exemplos de comemorações de gols
- Um jogador, após marcar seu gol, chama os companheiros de equipe para o abraçarem;
- Bater no peito;
- Abrindo a boca o máximo possível, como se estivesse em uma cadeira de dentista. Este tipo de comemoração foi usada diversas vezes pelo ex-atacante italiano Filippo Inzaghi durante sua carreira;
- Beijar o escudo do time ou da seleção, demostrando amor por um ou por ambos;
- Mergulhando no gramado com os braços e pernas abertos. Isto foi feito pela primeira vez pelo alemão Jürgen Klinsmann, que na época fora contratado pelo Tottenham. Segundo ele, era para satirizar sua fama de cavador de faltas e pênaltis;
- Colocando o dedo indicador na boca, pedindo para que a torcida rival se cale. Tal celebração foi usada constantemente por Andrey Arshavin, durante sua primeira passagem pelo Zenit;
- Correr ou andar com estilo despreocupado ou com um sorriso "arrogante", como se dissesse que "era o melhor" ou que o gol "era fácil". Este tipo de celebração ficou imortalizada com o francês Éric Cantona e, recentemente, com o sueco Zlatan Ibrahimović;
- Correr pelo gramado e deslizar sobre o mesmo ajoelhado. José Ferreira Neto foi o pioneiro nesta comemoração, que hoje é feita pelo português Cristiano Ronaldo.
- Estender os braços e simular um avião, imortalizado pelo português Pedro Pauleta. O italiano Vincenzo Montella e o brasileiro Careca também popularizaram esta comemoração;
- Beijar o dedo anelar após fazer o gol, homenageando a esposa;
- Balança os braços de um lado para o outro, como se estivesse balançando um bebê. Essa comemoração ficou marcada na Copa de 1994, quando Bebeto, no jogo entre Brasil e Holanda, fez o segundo gol brasileiro e chamou Romário e Mazinho para festejarem o gol desta forma para lembrar o nascimento de Mattheus, filho do atacante. Bebeto já havia feito isto no jogo contra Camarões, para comemorar o nascimento do filho do lateral Leonardo. No entanto, Bebeto não inventou o gesto - Paulo Nunes, então em início de carreira no Flamengo, o fez pela primeira vez no jogo contra o São Cristóvão, em 1991, quando descobriu que sua esposa estava grávida;
- Chupando o polegar, como forma de homenagear seu filho (ou filha). Robinho foi um dos primeiros nessa comemoração, popularizada a partir da Copa de 2006 por Francesco Totti.
- Outra de cunho paternal é colocar a bola embaixo da camisa, simbolizando barriga de gestante.
- Apontando o dedo indicador para o céu, agradecendo a Deus ou para homenagear alguém que morreu;
- Colocando as mãos atrás das orelhas, para ouvir a reação da torcida. Isto é geralmente usado para provocar a torcida do clube rival ou do antigo time do jogador, quando este é vaiado constantemente.
- Levantando (ou tirando) a camisa para comemorar o gol. Atualmente, o árbitro pune o autor do gol com cartão amarelo.
- Cobrindo o rosto com a camisa. Esta comemoração foi popularizada pelo italiano Fabrizio Ravanelli. Mesmo aqui deve haver punição com amarelo.
- Correr para a bandeirinha de escanteio e dançar em frente à mesma. O gesto foi imortalizado por Roger Milla, que comemorou seus quatro gols na Copa de 1990 deste jeito. Ao marcar contra a Rússia, na Copa de 1994, Milla repetiu a comemoração;
- Dando acrobacias no ar. Jogadores africanos, principalmente da Nigéria, são os principais expoentes deste tipo de comemoração de gols. A mais famosa foi na Copa de 2002, quando Julius Aghahowa fez o primeiro (e único gol) da Nigéria no torneio, contra a Suécia. Outros jogadores a executam em certos casos, como: Sergio Ramos, Obafemi Martins, Nani, entre outros.
- Fingindo disparar com uma arma de fogo imaginária, apontando-a para o céu ou para algum alvo virtual;
- Os companheiros de time do jogador ficam ao redor dele e um finge estar engraxando a chuteira do marcador;
- Ajoelhando-se no gramado para agradecer a Deus e apontando os dedos para cima ou de mão abertas, por vezes de olhos fechados, como em uma oração mesmo. No caso de jogadores muçulmanos, agradecendo a Alá (deus do Islã), agacha-se com as mãos e cabeça no chão.
- Correr para a bandeirinha e dar-lhe vários socos;
- Fazer o chamado "punho cerrado", em que o jogador levanta o braço com a mão fechada e o outro braço é colocado atrás das costas. Esta comemoração foi muitas vezes feita por Sócrates, ídolo corintiano.

## Comemorações marcantes
- O Rei Pelé eternizou a comemoração do pulo acompanhado com soco no ar.
- No jogo entre Manchester City e Fulham, em 2006, o italiano Bernardo Corradi corre em direção à bandeira de escanteio, seguido por seu companheiro no City, Joey Barton. Corradi retira a bandeira e a aponta para Barton.
- Outro italiano, Marco Tardelli, festejou seu gol contra a Alemanha Ocidental na final da Copa de 1982, mexendo os punhos contra seu peito e com o rosto envolvido pelas lágrimas, grita "gol".
- Também em 1982, o brasileiro Paulo Roberto Falcão marcou o gol de empate do Brasil contra a Itália e comemorou correndo até o meio de campo, com as mãos levantadas.
- Em 1990, Roger Milla fez dois gols em três minutos no jogo contra a Colômbia. Na comemoração do segundo, o camaronês correu para dançar junto à bandeirinha de escanteio. Vários jogadores africanos repetiram a comemoração na década seguinte.
- Na Copa de 1994, Diego Maradona marcou seu último gol pela Argentina contra a Grécia, e na comemoração, correu em direção a uma câmera e com os olhos arregalados e gritando efusivamente, seguido por seus companheiros de equipe.
- Ainda em 1994, o nigeriano Finidi George festejou seu gol contra a Grécia imitando um cachorro, caminhando de quatro em direção à bandeirinha de escanteio.
- O inglês Paul Gascoigne, após marcar um belo gol contra a Escócia, pela Eurocopa de 1996, simulou estar em uma cadeira de dentista ao se atirar no gramado e ficando com os braços abertos. Seus companheiros pegaram algumas garrafas de água e mandavam jatos na boca do jogador.
- Ao marcar seu gol contra o Sunderland, Éric Cantona ficou no mesmo lugar onde havia marcado o tento, levantando os braços para o alto, segurando o peito para fora e ficando com uma expressão fechada.
- Em 1994, Bebeto fez o segundo gol contra a Holanda. Comemorou como se estivesse embalando um bebê, em homenagem ao filho Mattheus, recém-nascido no Brasil. No mesmo ano, foi lançado o primeiro jogo de videogame da Fifa e trazia a comemoração que acabou virando moda entre jogadores-papais.
- Também em 1996, Stuart Pearce comemorou seu gol na decisão por pênaltis entre Inglaterra e Alemanha, na semifinal da Eurocopa de 1996 - na comemoração, a expressão do lateral com os olhos arregalados, as veias latejando e o punho cerrado fizeram por valer o apelido do jogador ("Psycho"), que havia apagado o "fantasma" do pênalti perdido na semifinal da Copa de 1990, contra a mesma Alemanha (então Ocidental)
- Temuri Ketsbaia, então jogador do Newcastle United, chutou várias placas de publicidade ao redor do campo, chegando inclusive a empurrar alguns companheiros de time na partida contra o Bolton.
- Na Copa de 1998, o dinamarquês Brian Laudrup marcou o gol de empate de seu país contra o Brasil, e na comemoração deitou-se no gramado e pôs a mão esquerda na cabeça, como se estivesse deitado em uma praia.
- Em 1998, a França estava perdendo de 1 a 0 na semifinal contra a Croácia. O zagueiro francês Lilian Thuram fez dois gols e após o segundo ficou de joelhos, com a mão no queixo, com pose de “pensador”.
- Quatro anos depois, em 2002, o sul-coreano Ahn Jung-hwan imitou um patinador no gelo após marcar seu gol contra os EUA. Foi uma referência à polêmica desclassificação de Kim Dong-sung nos Jogos Olímpicos de Inverno em Salt Lake City, permitindo que Apolo Ohno ganhasse a medalha de ouro.
- Também em 2002, Papa Bouba Diop fez o único gol na vitória de Senegal sobre a França, tirou a camisa e correu para a bandeirinha de escanteio. Alguns jogadores chegaram e ficaram dançando ao redor da camisa da seleção.[1]
- Em setembro de 2009, o togolês Emmanuel Adebayor, recém-contratado pelo Manchester City, marcou o mais polêmico gol de sua carreira contra seu ex-time, o Arsenal. Torcedores dos Gunners vaiavam Adebayor toda vez que ele pegava a bola, e para provocá-los, correu em direção a eles após fazer o gol e parou ajoelhado, sob provocações. A atitude teve consequências para o atacante: ele acabou sendo punido com cartão amarelo.
- Após marcar o primeiro gol na vitória do Manchester City por 6 a 1 sobre o United, em outubro de 2011, o italiano Mario Balotelli mostrou uma camisa onde se lia: "Why Always Me?" (Por que sempre eu?), em referência às polêmicas em que estava envolvido.
- Na Copa das Confederações FIFA de 2013 a Seleção Taitiana marcou um único gol, feito por Jonathan Tehau na derrota por 6 a 1 contra a Seleção Nigeriana. Este gol é considerado histórico para a equipe, e foi comemorado enlouquecidamente pelos jogadores taitianos, que imitaram o movimento dos competidores de canoa polinésia, principal esporte do Taiti.

## Punições por celebração excessiva
- Robbie Fowler, após marcar gol no clássico entre Liverpool e Everton, cheirou a linha de fundo. A torcida do Everton pensou que ele simulava cheirar cocaína (uma provável resposta de Fowler às acusações de que ele usava drogas), mas o então treinador dos Reds, Gérard Houllier, disse que o atacante estava "comendo grama".
- Carlos Tévez, então no Boca Juniors, foi expulso após marcar gol contra o River Plate na Copa Libertadores de 2004, imitando uma galinha. Na Argentina, a torcida do River Plate é chamada pelos torcedores do Boca de "galinhas", em tom pejorativo.
- Paolo Di Canio causou polêmica em 2006 ao fazer o gesto fascista (com o braço estendido) no clássico entre Lazio e Roma. Este gesto custou caro a Di Canio: ele acabou sendo suspenso e multado.
- Em dezembro de 2004, o suíço de origem portuguesa Paulo Diogo, do Servette, prendeu seu dedo no alambrado depois de fazer seu gol contra o FC Schaffhausen, chegando inclusive a perder parte do dedo. Por causa do excesso na comemoração, o árbitro Florian Etter puniu Paulo Diogo com cartão amarelo.
- O meio-campista grego Giorgos Katidis, do AEK, fez a saudação nazista ao marcar seu gol contra o Veroia, em março de 2013. Além de levar uma multa de 50 mil euros, foi impedido de jogar pela Seleção Grega como punição.
- Em dezembro de 2013, o francês Nicolas Anelka, do West Bromwich Albion, foi suspenso por 5 jogos e multado por fazer a quenelle, um gesto que é considerado ofensivo.

## Ausências de comemoração
- Quarentinha, maior artilheiro do Botafogo (defendeu o alvinegro de 1954 a 1964: 313 gols em 442 jogos), não comemorava gol algum, argumentando que ao balançar as redes estava apenas fazendo sua obrigação.[2] O mesmo raciocínio foi expressado pelo italiano Mario Balotelli (2012): “O carteiro comemora quando entrega uma carta? É só o meu trabalho, por que comemorar?”[3]

Um jogador identificado com o clube anterior pode não comemorar seus gols em respeito ou outros fatores. Abaixo, alguns casos:
- Ao marcar seu gol contra a Fiorentina, o argentino Gabriel Batistuta, então na Roma, decidiu não comemorar e chorou, em respeito ao clube onde fez sucesso entre 1991 e 2000.
- O escocês Denis Law, ídolo do Manchester United e que defendia o City na temporada 1973-74, marcou o gol que rebaixou os vermelhos para a Segunda Divisão. Ele não comemorou o tento e se aposentou pouco depois.
- Em 2012, o goleiro norte-americano Tim Howard, do Everton, marcou um gol contra o Bolton Wanderers, que venceria por 2 a 1. Apesar de ter sido o primeiro gol de sua carreira e também o quarto jogador de sua posição a fazê-lo, Howard não comemorou em respeito a Ádám Bogdán, que defendia a equipe rival.
- No ano seguinte, o bósnio Asmir Begović, do Stoke City, fez o gol mais rápido de um goleiro na história da Premier League, aos 13 segundos de jogo, contra o Southampton. Assim como Howard, Begović não festejou em respeito ao colega de posição Artur Boruc.
- Frank Lampard não comemorou seu gol contra o Chelsea, pelo qual fez história entre 2001 e 2014. Na época, o meio-campista jogava pelo Manchester City, emprestado pelo New York City FC.

## Falhas na comemoração
Alguns jogadores se deram mal ao comemorarem seus gols. Um dos exemplos mais famosos é o de André Catimba, que para festejar seu gol na decisão do Campeonato Gaúcho de Futebol de 1977 entre Grêmio e Internacional, tentou dar um salto mortal, que no entanto, não foi bem sucedido. André havia calculado erradamente o salto e caiu no gramado com relativa força, por pouco não se lesionando com gravidade. Outro caso foi o do jogador suíço Paulo Diogo, em 2004, que ao comemorar um gol, se pendurou em uma grade e teve parte de um de seus dedos arrancado por causa da aliança que estava usando, além de ter recebido um cartão amarelo. Como Paulo não pode ter seu dedo reimplantado, também teve que amputar o restante de seu dedo. Thierry Henry, Ibrahimović e Fabián Espíndola são outros jogadores que se lesionaram enquanto comemoravam seus gols.